# Stratford (Prince Edward Island)
Stratford is een plaats (town) in de Canadese provincie Prince Edward Island en telt 5869 inwoners (2006). De oppervlakte bedraagt km².